# Platyptilia atrodactyla
Platyptilia atrodactyla is een vlinder uit de familie van de vedermotten (Pterophoridae). De wetenschappelijke naam van de soort is voor het eerst geldig gepubliceerd door Pagenstecher.